# Echinopsis werdermannii
O nome do cacto Echinopsis werdermannii, também conhecido por cacto-ouriço, é composto por Echinopsis, do grego ekhinos, ouriço, e opsis, vista, visão, aparência: semelhante a um ouriço e werdermannii, em honra ao botânico alemão Eric Werdermann (1892-1959).
Tem origem no Paraguai. É cultivado em jardins e vasos como planta decorativa.
Suporta uma temperatura mínima média de 10°C e suporta bem o sol directo, preferindo uma sombra ligeira.
Necessita de pouca água e boa drenagem. Resiste bem à seca.
Pode ser propagado por sementes ou replantes.
De pequena estatura e de crescimento lento, atinge até 20 cm de altura e 7–15 cm de diâmetro.
Floresce no início do verão, com flores rosadas pálidas que se tornam mais escuras e avermelhadas com o tempo. As flores fecham de dia e abrem ao entardecer, sendo polinizadas preferencialmente por borboletas nocturnas.

## Galeria de imagens

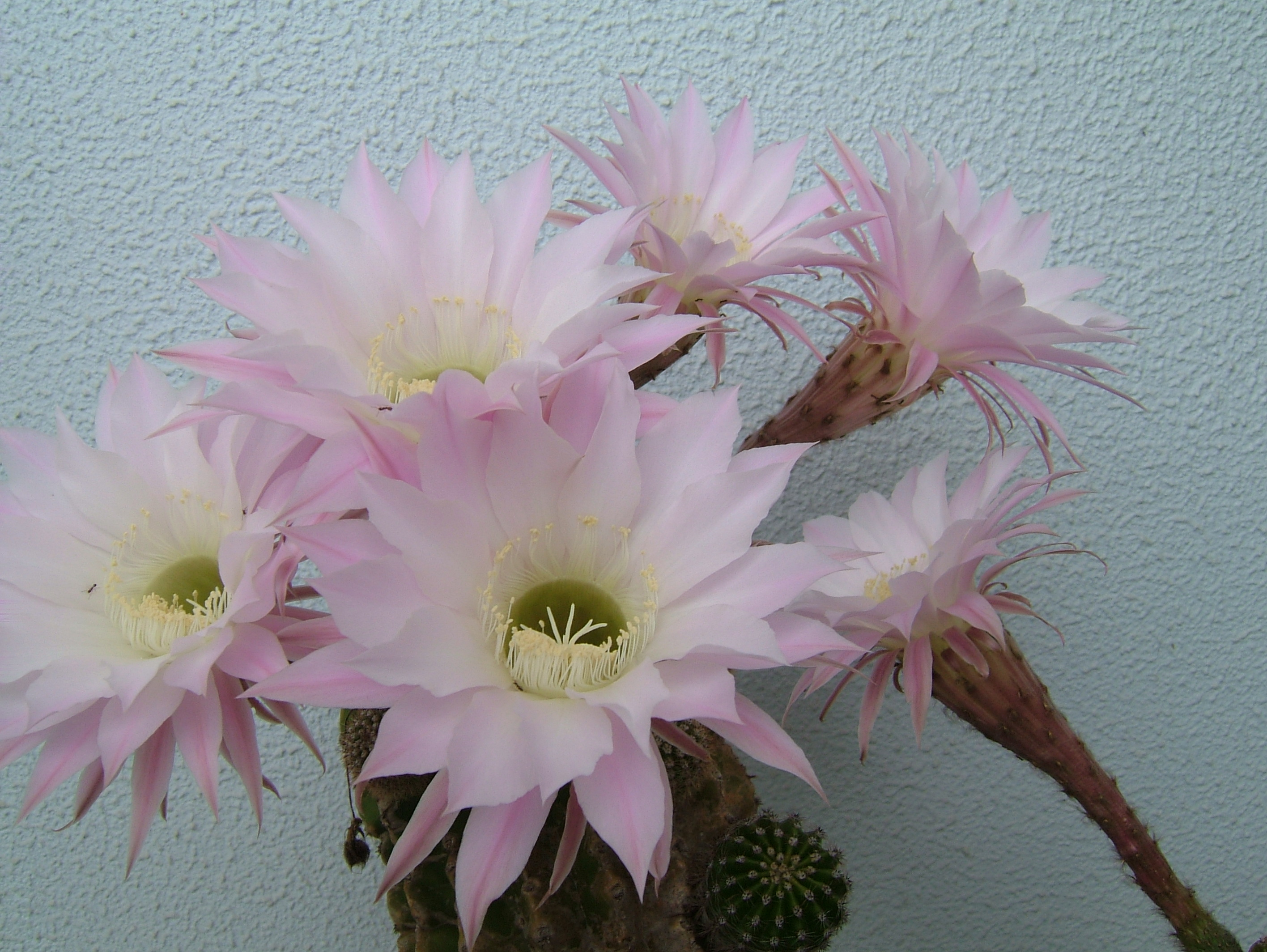
Flores de E. werdermannii
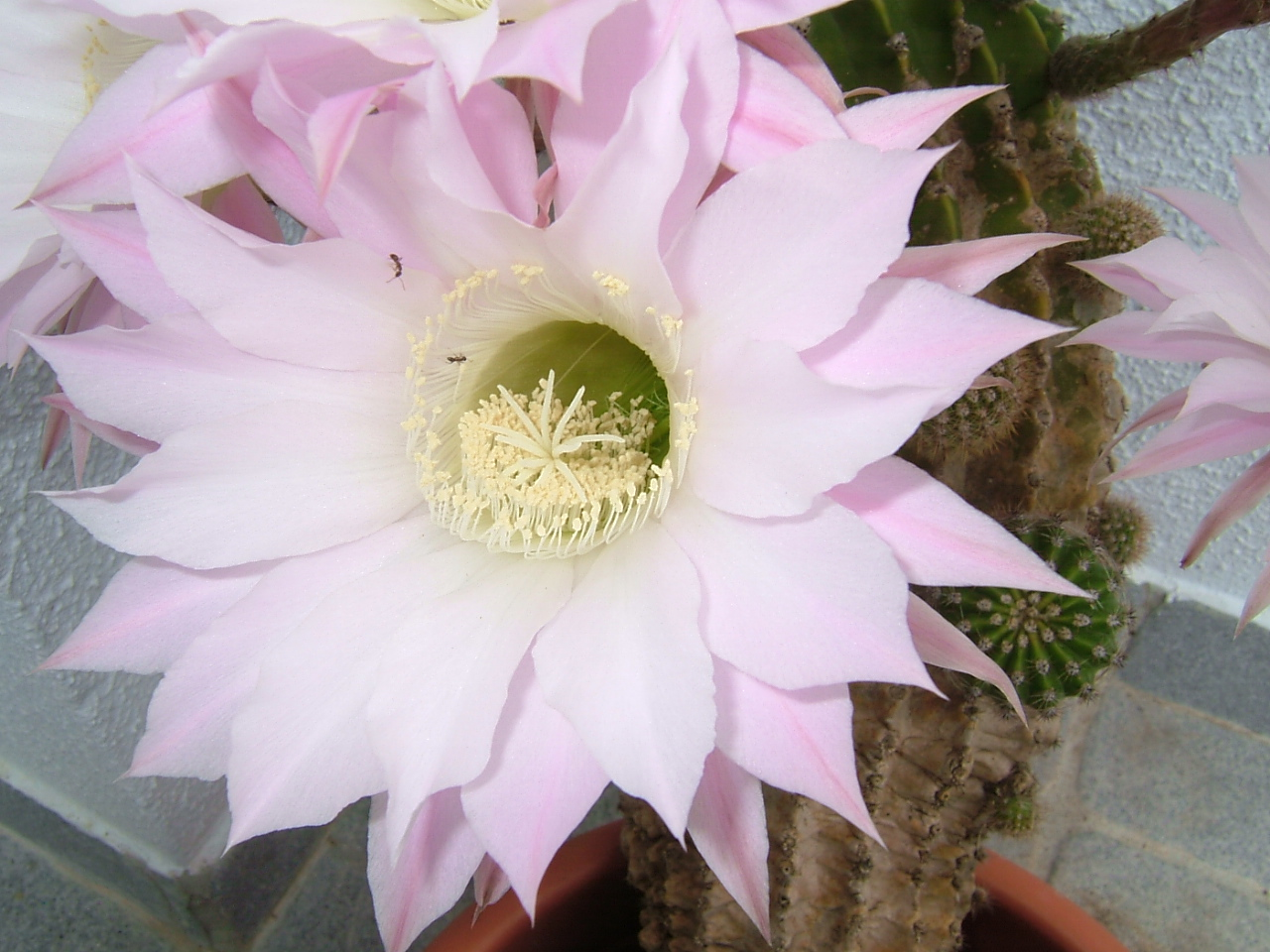
Flor de E. werdermannii